# Фамара Диедиу
Фамара́ Диедиу (на френски: Famara Diédhiou) роден на 12 декември 1992 година в Сен-Луи, Сенегал е сенегалски футболист, който играе на поста нападател. Състезател на френския Клермон и националния отбор на Сенегал.

## Постижения

### Сенегал
- Носител на Купа на африканските нации (1): 2021[1]